# 6678 Seurat
6678 Seurat eller 3422 T-3 är en asteroid i huvudbältet som upptäcktes den 16 oktober 1977 av den nederländsk-amerikanske astronomen Tom Gehrels och det nederländska astronomparet Ingrid van Houten-Groeneveld och Cornelis Johannes van Houten vid Palomarobservatoriet. Den är uppkallad efter den franske målaren Georges Seurat.
Asteroiden har en diameter på ungefär 7 kilometer.